# Rândunică cu cap brun
Rândunica cu cap brun (Alopochelidon fucata) este o specie de pasăre din familia Hirundinidae. 

## Taxonomie și etimologie
Această rândunică a fost descrisă inițial ca Hirundo fucata de către Coenraad Jacob Temminck în 1822. Actualul gen, Alopochelidon, a fost creat în 1903 de Robert Ridgway.
Deși nu a fost definită nici o subspecie a rândunicii cu capul brun, se știe că, în general, rândunica cu capul brun diferă ușor în funcție de locul în care apare. Populațiile sudice au creștetul capului mai întunecat și, de obicei, sunt puțin mai mari decât rândunicile din populațiile nordice. Această rândunica este, de asemenea, monotipică în genul său, Alopochelidon.